# Laurent II de Gorrevod
Pour les articles homonymes, voir Laurent Ier de Gorrevod et Gorrevod (homonymie).
Laurent II de Gorrevod (né avant 1544 et mort le 13 septembre 1589), comte de Pont-de-Vaux est un homme d'État et chef militaire de Savoie et du Saint Empire romain germanique.

## Biographie
Né avant 1544, il est le premier fils de Jean de Gorrevod (parent et héritier de Laurent Ier de Gorrevod), comte de Pont-de-Vaux, et de Claude de Semur.
En plus de son titre de comte, Laurent est aussi baron de Marnay, Montanay, Gorrevod et Sermoyer, seigneur de Chalamont et du Mont-Saint-Sorlin, conseiller d'État, chambellan et chevalier de l'ordre du duc de Savoie, gouverneur et lieutenant général de Bresse, du Bugey et Valromey au service du duc de Savoie,.
Il fut élevé comme page à la cour de l'empereur Charles Quint. De ce fait, il doit régulièrement accompagner le monarque en temps de guerre, notamment dans celle qui l'oppose avec le duc de Saxe, en participant au siège de Metz en 1552. L'année suivante, il commande les forces impériales et est capturé par les Français au siège de Cambrai, aux côtés du comte d'Ave de la maison de Madruzzo et du grand maître de l'artillerie de l'empereur, le seigneur d'Arlon. Laurent s'illustre aussi dans les batailles de Saint-Quentin en 1557, où il commande la cavalerie bourguignonne (du comté de Bourgogne), et à Gravelines l'année suivante,.
Au cours de sa carrière militaire, Laurent aurait reçu près de 17 blessures au combat.
En 1589, il participe au siège de Genève, entrepris par le duc de Savoie, Charles-Emmanuel Ier. Alors qu'il retourne au camp du duc, il se noie alors qu'il tente de traverser une rivière. Les restes du comte de Pont-de-Vaux ont été enterrés dans le tombeau familial de l'église de Brou.

## Famille
Laurent reçu l'héritage de Claudine de Rivoire, veuve de Laurent Ier de Gorrevod, qui fit un testament le 17 avril 1532 en faveur de sa mère, Claude de Semur. Conformément à ses termes, il développe ses armoiries, y ajoutant les emblèmes de la maison de Rivoire (1ère et 4ème parties de Gorrevod, 2ème et 3ème Rivoire).
Le 26 mars 1560, il épouse Perronne de La Baume, fille de Claude de La Baume, baron du Mont-Saint-Sorlin, maréchal de Bourgogne, et de Guillemette d'Igny. Le mariage a eu lieu en présence des frères de la mariée François de La Baume, comte de Montrevel et Claude de La Baume, archevêque de Besançon, ainsi que des frères du marié, le comte de Lausanne et le vicomte de Salins.
Ensemble ils ont un fils :
- Charles-Emmanuel de Gorrevod (décédé en 1625), duc de Pont-de-Vaux. Il épouse en 1621 : Isabelle de Bourgogne-Fallet, fille d'Herman de Bourgogne, comte de Falle, et Yolande de Longval. Père de Charles-Emmanuel de Gorrevod, abbé de Baume-les-Messieurs[2],[3].